# Tetraponera tessmanni
Tetraponera tessmanni (лат.) — вид древесных муравьёв рода Tetraponera из подсемейства Pseudomyrmecinae (Formicidae). Облигатные обитатели ветвей Vitex.

## Распространение
Встречается в экваториальной Африке: от Ганы до Конго.

## Описание
Муравьи мелкого размера жёлто-оранжевого и желтовато-коричневого цвета (4—5 мм). Голова широкая, с округлыми боками и маленькими уплощенными глазами. Ширина головы рабочих от 0,58 до 0,66 мм, длина головы от 0,73 до 0,80 мм.
Формула щупиков 4,3 или 3,3; лобные кили широко расставлены, минимальное расстояние между ними около половины длины скапуса; скапус очень короткий, меньше половины ширины головы; передний край клипеуса широковыпуклый, медиально прямой или слабо выемчатый, беззубый; передние бёдра короткие, задние ноги короткие; мезопроподеальный
бороздка длинная и глубоко вдавленная; спинная сторона проподеума в профиль сильно выпуклая и незаметно округляется в более длинную покатую поверхность; петиоль короткий, высокий и широкий, округлый в профиль и с выступающим вентральным отростком, утончающийся и пластинчатый в антеровентральном направлении; постпетиоль шире длины. Покровы гладкие и блестящие, в рассеянной мелкой пунктировке, слабо сетчатые на нижней половине мезоплевр и метаплевр; мезопроподеальная борозда неравномерно морщинистая.
T. tessmanni находится в симбиотических отношениях с Vitex thyrsiflora (род Витекс из семейства вербеновые), мирмекофитной лианой влажных тропических лесов Западной и Центральной Африки, которая имеет полые полости, в которых муравьи делают своё гнездо. Колонии T. tessmanni населяют живые стебли, а агрессивные жалящие рабочие активно патрулируют листву растения, эффективно отпугивая травоядных. Считается, что муравьи получают все или большую часть своего питания из самого растения, питаясь каллусной тканью, которая развивается в вырытых муравьями полостях во внутренней стенке ветвей. В гранулах из трофотилакса (пищевого мешочка) личинок Т. tessmanni обнаружены растительная ткань, споры, гифы и остатки других личинок. Колонии T. tessmanni полигинны, размеры маток значительно различаются, включая эргатоидные и субаптериальные формы, а также нормальные бескрылые матки.
Побеги лианы V. thyrsiflora состоят из ряда узлов, и муравьи создают входные отверстия в местах соединения узлов и соединяют узлы внутри, прогрызая отверстия между ними, образуя свои домации (специализированные камеры, приспособленные для проживания муравьёв). Узлы изначально содержат сердцевину, но у более старых побегов она засыхает. Другие насекомые, связанные с растениями, могут пытаться колонизировать узлы V. thyrsiflora, но T. tessmanni — единственный муравей, создающий входные отверстия (хотя это также делает жук-ящерица Ischnolanguria concolor из семейства Грибовики). T. tessmanni — очень агрессивный муравей и, похоже, способен установить свое господство над лианой, длина которой может достигать 50 м. По мере роста суперколония может занимать всю лиану и иметь несколько маток. Муравьи патрулируют лиану и отгоняют травоядных насекомых, но они не питаются медвяной росой или нектаром, и они не покидают лиану-хозяина, чтобы добыть пищу в другом месте, а, по-видимому, извлекают всё своё питание из внутренней части узлов.

## Систематика
Вид был впервые описан в 1910 году немецким энтомологом Германном Ститцем (Hermann Stitz; 1868—1947) из Экваториальной Гвинеи под названием Sima tessmanni Stitz, 1910. Валидный статус подтверждён в 1990-е годы американским мирмекологом Филипом Уардом (Ward P. S.) в ходе проведённой им родовой ревизии. Включен в видовую группу Tetraponera allaborans-group.